# Rhipidocephala tigrina
Rhipidocephala tigrina är en tvåvingeart som först beskrevs av Emile Janssens 1953.  Rhipidocephala tigrina ingår i släktet Rhipidocephala och familjen rovflugor.
Artens utbredningsområde är Burundi. Inga underarter finns listade i Catalogue of Life.